# 西宮市立鳴尾南中学校
西宮市立鳴尾南中学校（にしのみやしりつ なるおみなみちゅうがっこう）は、兵庫県西宮市高須町1丁目に所在する公立中学校。

## 沿革
- 1976年（昭和54年）4月1日 - 開校。

## 部活動

### 運動部
- 野球部
- 陸上競技部
- 女子バレーボール部
- バスケットボール部

### 文化部
- 吹奏楽部
- 理科部
- 美術部

## 通学区域
- 高須町1丁目（1番1～10号･2～7番）、東鳴尾町2丁目、上田東町、上田中町[1]

※西宮市立高須小学校の通学区域の全域及び西宮市立鳴尾東小学校の通学区域の一部。

## 卒業生
- 木村博史（作家・放送作家）

## 通学区域が隣接している学校
- 西宮市立高須中学校
- 西宮市立浜甲子園中学校
- 尼崎市立大庄中学校